# Kriegerdenkmal Hohenseeden

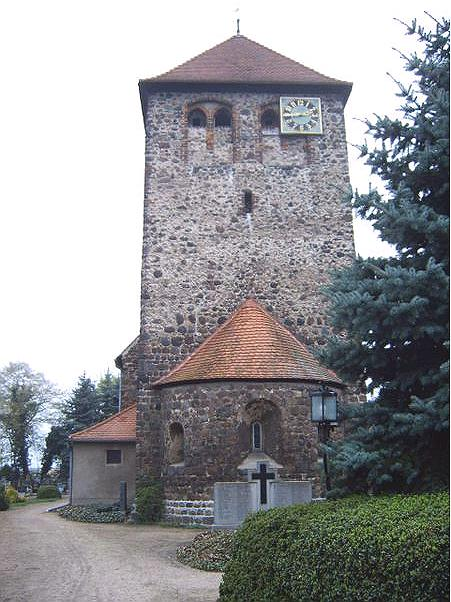
Kriegerdenkmal vor der Dorfkirche Hohenseeden

Das Kriegerdenkmal Hohenseeden ist ein denkmalgeschütztes Kriegerdenkmal in der Ortschaft Hohenseeden der Gemeinde Elbe-Parey in Sachsen-Anhalt. Im örtlichen Denkmalverzeichnis ist das Kriegerdenkmal unter der Erfassungsnummer 094 86884 als Baudenkmal verzeichnet.

## Lage
Das Kriegerdenkmal von Hohenseeden befindet sich auf dem Kirchgelände östlich der Kirche von Hohenseeden.

## Gestaltung
Es handelt sich um eine Steinwand, die von einem Kreuz gekrönt wird. Sie wurde 1959 zur Erinnerung an die Gefallenen des Zweiten Weltkriegs errichtet.

## Inschrift
Herr erbarme dich unser. Christus erbarme dich unser. Herr erbarme dich unser

## Quelle
- Gefallenendenkmal Hohenseeden Online, Seite 1, abgerufen am 19. Juni 2017
- Gefallenendenkmal Hohenseeden Online, Seite 2, abgerufen am 19. Juni 2017